# فاروق خورشيد
فاروق محمد سعيد خورشيد، (28 مارس 1928 - 20 يناير 2005)، كاتب مصري

## حياته
ولد في 28 مارس / آذار 1928 بالقاهرة، وبعد تخرجه في كلية الآداب، قسم اللغة العربية، بجامعة القاهرة عام 1950 أسس مع صلاح عبد الصبور وعبد الغفار مكاوي الجمعية الأدبية المصرية التي كانت وراء شهرتهم في الوسط الأدبي، خصوصاً بعد أن أصدروا مجلة «الأمناء» وكان غالبية أعضاء الجمعية من خريجي كلية الآداب في جامعة القاهرة ومن تلامذة الشيخ أمين الخولي.

## مسيرته
تنقل خورشيد بين العديد من الأعمال بدأها بالتدريس، ثم عمل بالإذاعة المصرية متدرجاً من قسم المذيعين حتى منصب كبير المذيعين.
وتولى خورشيد إدارة إذاعة الشرق الأوسط، وعمل في صحيفة الأهرام المسائية، التابعة لمؤسسة الأهرام المصرية حتى قبيل وفاته.
وكان مقرراً للجنة الفنون الشعبية بالمجلس الأعلى للثقافة، وأستاذا للأدب الشعبي بالمعهد العالي للفنون الشعبية بأكاديمية الفنون، وخاض انتخابات اتحاد الكتاب إلى جانب الراحل سعد الدين وهبة، قبل تسعة أعوام، وهي الانتخابات التي عملت على تغيير سياسة الاتحاد، بعد تنحي رئيسه الراحل ثروت أباظة.

## الجوائز
حاز خورشيد العديد من جوائز الدولة، أهمها:
- جائزة الدولة التقديرية في الآداب عام 1989
- وسام الآداب والفنون 1989.
- وسام الجمهورية عام 1964.
- وجائزة الدولة التشجيعية عن القصة الروائية عام 1964.
- وجائزة جامعة المنيا لأحسن روائي عام 1984.
- ودرع جامعة صنعاء عام 1985.
- ودرع فرقة الأصدقاء المسرحية بالخرطوم.
- ودرع الاتحاد العام للصحافيين العرب 1996.
- والشهادة الذهبية لأحسن كاتب من مهرجان القاهرة الثالث للإذاعة والتلفزيون عام 1997، كما كان مرشحاً لجائزة مبارك خلال العام المنصرم.

## كتاباته
تميزت كتابة خورشيد بالتنوع، فكتب في جميع أنواع فنون الكتابة من القصة القصيرة إلى الرواية إلى المسرح إلى المقال إلى أدب الرحلات مروراً بأدب الطفل والكتابة الإذاعية.
غير أن اسهامه الأساسي كان في الأدب الشعبي والتراث الشعبي المصري، ويذكر له أنه أعاد تقديم السير الشعبية بطريقة تشد الجيل الجديد للاطلاع على تراث القص العربي، وذلك بإعادته كتابة عدد من السير الشعبية، وأبرزها سيرة سيف بن ذي يزن، وعلي الزيبق، والأميرة ذات الهمة، وقد لاقت هذه السير رواجاً شعبياً كبيراً لدى صدورها، وأعاد خورشيد بعد ذلك تقديمها في مسلسلات درامية اذاعية.

## القصص والروايات

### القصص
- «الكل باطل» عام 1960.
- مجموعة «القرصان والتنين»،
- مجموعة «المثلث الدامي».
- مجموعة «كل الأنهار».
- «زهرة السلوان».

### الروايات
قدم عدداً كبيراً من الروايات، تميزت بأنها تمتح من السير الشعبية، وتستمد من التراث الشعبي حبكتها الأساسية:
- رواية سيرة ذاتية خالصة هي «سيف بن ذي يزن» عام 1967، وأعاد طباعتها عدة مرات بعد ذلك.
- مغامرات سيف بن ذي يزن.
- علي الزيبق.
- «خمسة وسادسهم».
- «حفنة من الرجال».
- «على الأرض السلام».
- «الزهراء في مكة».
- «الزمن الميت».
- «ملاعيب علي الزيبق».
- وروايتي «إنها تجري إلى البحر»، و«البحر ليس بملآن» في كتاب واحد.

قدم كتابا يعد من الكتب الهامة في مجاله وهو كتاب «الرواية العربية وعصر التجميع»، كما قدم عددا من الكتب مثل «محمد في الأدب المعاصر» و«فن الرواية العربية المعاصرة» و«بين الأدب والصحافة» و«هموم كتاب العصر» و«مع المازني» و«في الأصول الأولى للرواية العربية».
وقدم في مجال الدراسات الشعبية عددا من الكتب الهامة مثل:
- «في كتابة السيرة الشعبية».
- «أضواء على السيرة الشعبية».
- «السيرة الشعبية».
- «عالم الأدب الشعبي العجيب».
- «السيرة الشعبية العربية».
- «الجذور الشعبية للمسرح العربي».
- «المجذوب».
- «أدب السيرة الشعبية».

كما قدمت له على خشبة المسرح العديد من المسرحيات منها «حبظلم بظاظا» وقدمت في القاهرة والإسكندرية والخرطوم والمغرب وسورية، ومسرحيات «رع يغضب» و«ابن خلدون» و«أيوب».
له في أدب الرحلات كتاب «بلاد السندباد»، وفي أدب الطفل مجموعة كتب منها مغامرات في أفريقيا، ومولد بطل، وعبلة والصبي والمقاتل، والسيف والكلمات، وثورة العبيد، والفارس والجواد، وذات الهمة، والأميرة المنتصرة، والزير سالم، ومغامرات المهرج قشتمر، والأميرة ذات الشعور والمارد، والجني والكلب المسعور، وعلي بابا والأربعين حرامي، ومعروف الإسكافي، والجني الطائر، والجوهرة والملك الطماع، والخاتم المسحور وملك الجان، والغراب الأسود والحلم.

## المسلسلات
كما قدم خورشيد عدداً من المسلسلات الدرامية في الإذاعة المصرية منها علي الزيبق، وسيف بن ذي يزن، وعنترة بن شداد، وارم ذات العماد، وأحلام شهرزاد، والغريب أبو حيان التوحيدي، وغيرها. رحل فاروق خورشيد وهو لم يزل رئيسا لاتحاد كتاب مصر، ورغم الصراعات التي كانت تضطرم داخل الاتحاد طوال السنوات الماضية، ورغم اتهامه بأنه لم يقدم شيئا للكتاب إلا أن خورشيد ظل طوال فترة رئاسته للاتحاد قابضا على مبادئ فكرية أساسية، أهمها قيادته حملة ضد التطبيع الثقافي مع إسرائيل، وكان في آخر تصريح له قبيل وفاته قد أدان زيارة الكاتب المسرحي علي سالم إلى إسرائيل باعتبارها نوعا من التطبيع الثقافي.

## أعماله
من أهم مجموعاته القصصية: "الكل باطل"، "القرصان والتنين"، "المثلث الدامي" ومن أهم رواياته: "سيف بن ذي يزن"، "مغامرات سيف بن ذي يزن"، "علي الزيبق"، حفنة من رجال"ن "على الأرض السلام" ويبدو أن شهرة فاروق خورشيد كدارس وباحث في التراث الشعبي والسيرة الشعبية على وجه الخصوص، هي التي دفعته إلى تناول السيرة الشعبية للبطل "سيف بن ذى يزن" ومغامراته؛ فقدمها بمضمون معاصر وبشكل روائي معاصر، أي أنه أسقط همومنا المعاصرة على ما أمده به المصدر من وقائع وأحداث. فسيف بن ذي يزن في هذه الرواية يغامر بحثاً عن المعرفة والخبرة وصولاً إلى إدراك العالم من حوله من خلال أحداث مقتبسة عن السيرة وشخصياتها مثل: عاقصة وعيروض والحكيمة عاقلة وبرنوخ الساحر... والاختلاف واضح بين نص السيرة ونص الرواية، وصياغة فاروق خورشيد للسيرة الشعبية في شكل روائي معاصر لا يغنى عن النص الأصلي للسيرة، غير أن هذه الصياغة الجديدة لسيرة "سيف بن ذى يزن" أنتجت لنا شكلاً جديداً يحمل مضامين وتقنيات روائية معاصرة، فمن ناحية المضمون فإن المؤلف استغل محتوى المغامرات فجعلها تبدو وكأنها جزء من حلم كبير، أو أضغاث أحلام، أو في بعض مراحلها الكثيرة نوعاً من الكابوس بحيث تصلح كتفسير نفسي لما ترتب على هروب منية النفوس بابنها من الملك سيف. ومن خلال هذا الحلم تتكشف بعض المعارف التي يسعى الملك سيف مدفوعا بحب الاستطلاع لمعرفتها، وهو شعور لا يصاحب المتلقي عند الإطلاع على نص السيرة الشعبية بأحداثها وهو أيضاً نوع من التكنيك الروائي، نجح المؤلف به في استيعاب المغزى من المغامرات التي تعرض لها الملك سيف.. لا لإثبات شجاعته فحسب، ولكن لإثبات إصراره وسعيه- شأن الإنسان بصفة عامة – نحو المعرفة.